# Maître de jeu (jeu en ligne massivement multijoueur)
Ne doit pas être confondu avec Meneur de jeu.
Maître de jeu (game master) dans un jeu en ligne massivement multijoueur est un métier à part entière mais pouvant aussi être pratiqué comme loisir par beaucoup de personnes sans rémunération.
Les jeux importants,  tel que World of Warcraft ou Lineage par exemple, peuvent en employer plusieurs.

## Rôles et fonctions
Il doit être à l'écoute des joueurs et pouvoir maintenir la bonne entente sur un serveur de jeu. Il peut ainsi déconnecter et bannir des joueurs du serveur, en plus de nombreux autres actions liés uniquement au statut de maître de jeu. Il doit également gérer les dysfonctionnements qui proviennent de bugs divers. Sur certains jeux, le maître de jeu peut également organiser des évènements pour distraire les joueurs.